# La Donati
La Donati, anche nota come Beatrice Donati e inizialmente come La ritrosa, è una scultura dello scultore italiano Lorenzo Bartolini. L'opera originale si trovava in Russia, ma se ne sono perse le tracce, mentre un modello in gesso si trova a Firenze, alla galleria dell'Accademia.

## Storia
La statua venne commissionata dalla contessa russa Ol'ga Aleksandrovna Orlova, anche nota come Olga Orloff, che, dopo aver ammirato la Ninfa dello scorpione del Bartolini, desiderava che egli realizzasse per lei "una bella statua muliebre, a grandezza naturale e nuda". Inizialmente doveva trattarsi di una semplice Ritrosa, ma poi, nel 1843, lo scultore decise di darle il nome di Beatrice Donati, cosa che non dispiacque alla contessa.
Alla fine del 1845 l'opera venne conclusa e ne vennero tratti due calchi in gesso, uno per l'accademia di belle arti di Firenze e uno per lo studio dell'artista, dopodiché all'inizio del 1846 la statua marmorea venne inviata nell'impero russo, dove arrivò verso la fine dell'anno. In seguito, l'artista donò il suo modello in gesso a Costanza Hall, moglie del banchiere fiorentino Orazio Hall, come attesta l'iscrizione sullo zoccolo: "QUESTO MODELLO DELLA DONATI OFFRÌ BARTOLINI ALLA S[IGNORA] COSTANZA / HALL IN SEGNO DI STIMA RICONOSCENTE. IL MARMO FU DI COMMISSIONE ESE/GUITO P[ER] LA CONTESSA OLGA ORLOFF DI S. PIETROBURGO L'ANNO [...]".
Dal secondo calco ne venne poi tratta una riduzione in gesso (conservata fino al 1931 nella gipsoteca bartoliniana dell'ex convento di San Salvi a Firenze, oggi dispersa) che servì per la creazione di una riduzione marmorea dell'opera che Bartolini cita in una lettera al suo amico Enrico Mirandoli, risalente al 1846: "Il nome della piccola Brioche è la Donati, la quale in grande andò a Pietroburgo".
Si pensa che questa riduzione sia stata acquistata nel 1846 dal principe russo Vasilij Golicyn, la cui moglie Sof’ja Alekseevna Korsakova era un'ammiratrice dello scultore toscano, e si ritiene che possa essere identificata con un'opera che in seguito sarebbe entrata in una collezione privata di San Pietroburgo. Della prima versione, invece, si sono perse le tracce.

## Descrizione
(La Donati. Statue de Bartolini, p. 4)
La scultura (a grandezza naturale) ritrae una donna in piedi che si appoggia a un piccolo pilastro, sopra il quale si trova un drappo. La fanciulla nuda cerca di coprirsi pudicamente assumendo una posizione simile a quella della "Venere pudica", citata innumerevoli volte nella storia dell'arte, come se avesse notato una presenza esterna che l'ha sorpresa senza veli. Ella volge la propria testa verso la sua sinistra e il suo sguardo mostra un leggero turbamento, come suggeriscono le sopracciglia leggermente corrucciate.
Bartolini diede all'opera il nome di Beatrice Donati, una nobildonna fiorentina vissuta in epoca tardomedievale. Secondo la Nova Cronica di Giovanni Villani, Beatrice, detta Bice, era un'esponente della famiglia nobiliare dei Donati, molto influente nella Firenze a cavallo tra la fine del secolo dodicesimo e l'inizio del tredicesimo. La madre di Beatrice, Gualdrada Donati, convinse il nobile Buondelmonte de' Buondelmonti a rompere il fidanzamento con una donna appartenente alla famiglia Amidei per sposare sua figlia. Gli Amidei decisero di vendicarsi di quest'onta assassinando Buondelmonte, e da lì nacquero vari scontri nella città toscana che, secondo il Villani, avrebbero portato alla nascita della rivalità tra la fazione guelfa e quella ghibellina.
Un anonimo opuscolista francese affermò che la madre di Beatrice, "immodesta quanto ambiziosa", era disposta a "esporre il fascino casto di sua figlia allo sguardo di un nobile fiorentino" (exposer les chastes appas de sa fille aux regards d'un noble Florentin) pur di raggiungere un'alleanza vantaggiosa per la sua famiglia. In effetti, la statua ritrae Beatrice priva di ogni veste, ergo "esposta", che prova a sottrarre allo sguardo altrui quel poco del suo corpo che può coprire con le mani.